# Delray Beach
Delray Beach est une ville située dans le comté de Palm Beach en Floride. Selon le recensement de 2014, elle compte 65 055 habitants et s'étend sur 41,2 km2. Elle est située entre Fort Lauderdale au sud et Palm Beach au nord. 
Il s'y déroule chaque année un tournoi de tennis, appartenant à l'ATP World Tour.

## Histoire
Au XIXe siècle, un certain William Linton — maître de poste et, plus tard, membre du Congrès américain — acheta un terrain de 65 ha sur une île barrière où ne poussaient guère que choux palmistes nains et pins albicaules. Il divisa par la suite son domaine en parcelles de 2 ha qu'il revendit à des fermiers du Michigan. Ceux-ci colonisèrent l'île en 1895 et, en 1901, donnèrent à leur communauté le nom d'une banlieue de Détroit. Cinq ans plus tard, la Model Land Company, une entreprise dirigée par le magnat des chemins de fer Henry Morrison Flagler, amena des fermiers japonais spécialisés dans la culture des légumes et des ananas à Yamato, à l'ouest de Delray Beach. Ainsi commença un florissant commerce. Dans les années 1930, la vocation agricole de Delray Beach céda le pas au tourisme qui, aujourd'hui encore, joue - avec le commerce d'automobiles au détail - un rôle essentiel dans l'économie locale.

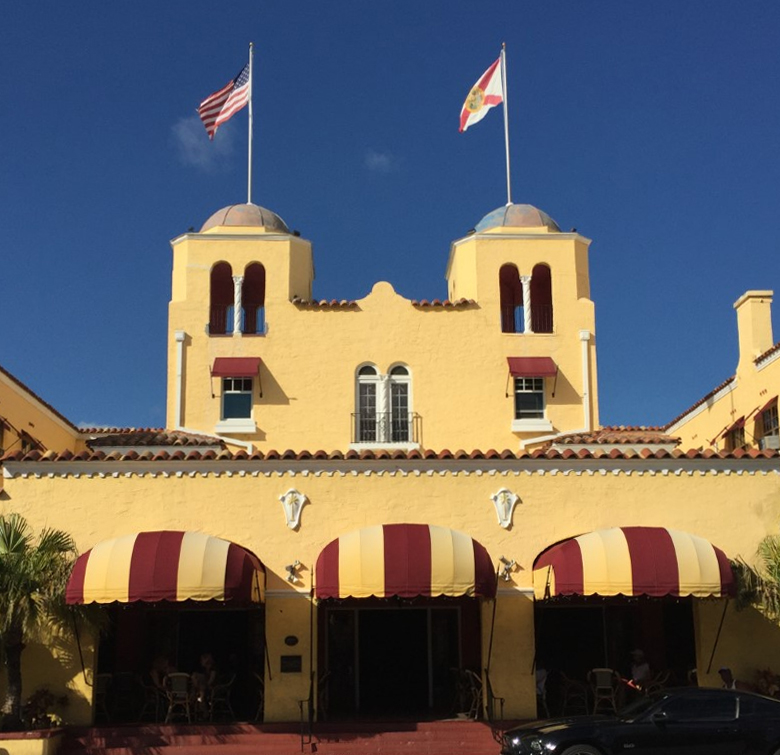
Le Colony Hotel and Cabaña Club (1926).

## Démographie
| 1910 | 1920  | 1930  | 1940  | 1950  | 1960   |
| ---- | ----- | ----- | ----- | ----- | ------ |
| 904  | 1 051 | 2 333 | 3 737 | 6 312 | 12 230 |

| 1970   | 1980   | 1990   | 2000   | 2010   | - |
| ------ | ------ | ------ | ------ | ------ | - |
| 19 366 | 34 329 | 47 789 | 60 020 | 60 522 | - |